# 大分県道201号国東安岐線
大分県道201号国東安岐線（おおいたけんどう201ごう くにさきあきせん）は、大分県国東市を通る一般県道である。

## 概要
国東市国東町小原から国東市安岐町塩屋に至る。通称として杵築沿海路の一部区間でもある。
大分県道201号は起点から終点まで、かつて指定されていた国道213号の旧道区間を進みながら西の両子山側を沿うかたちで南下していく。その国道213号はかつての大分交通国東線の跡地を利用したバイパス機能として海岸沿いを通っているため、県道201号とはほぼ並走しながら南下して進む。県道201号沿いの道路は曲線上は険しいほどではないが道幅については比較的に狭い区間が多い。西の両子山側を通るため本県道沿いの周辺は概ね農地が広がり、両子山付近を源に発する多数の河川を横切っていく。途中で大分県道55号両子山武蔵線と交差した後は山地の一部の中を通るため坂道が存在する。その途中で大分空港へ向かう大分県道404号糸原杵築線と、その先で大分県道649号下原古城線と交差し、大分県道34号豊後高田安岐線との交点で本県道は終点である。なお、その交点から直進は続くがその直進先は（西方面から接する）大分県道34号であり、そのまま進むと国道213号へ合流する。
国道213号の一部区間が大分交通国東線（1966年（昭和41年）4月1日廃止）の廃線跡（かつてあった安岐駅 - 黒津崎停留所付近）を利用したバイパス路線に移ったためその区間の旧道がこの県道201号に変わる。

### 路線データ
- 起点：大分県国東市国東町小原（黒津崎入り口交差点、国道213号交点）
- 終点：大分県国東市安岐町塩屋（大分県道34号豊後高田安岐線交点）

## 路線状況

### 道路施設

#### 橋梁
- 新涯橋（治郎丸川、国東市）
- 神田橋（重網川、国東市）
- 牛川橋（池ノ内川、国東市）
- 播磨橋（内田川、国東市）
- 百全橋（武蔵川、国東市）
- 万年橋（小城川、国東市）
- 港橋（安岐川、国東市）
- 塩屋橋（国東市）

## 地理

### 通過する自治体
- 国東市

### 交差する道路
| 交差する道路               | 交差する場所 | 交差する場所                     |
| -------------------------- | ------------ | -------------------------------- |
| 国道213号                  | 国東町小原   | 黒津崎入り口交差点 / 起点        |
| 大分県道55号両子山武蔵線   | 武蔵町古市   | よつかどくん（武蔵・古市）交差点 |
| 大分県道404号糸原杵築線    | 武蔵町糸原   |                                  |
| 大分県道649号下原古城線    | 武蔵町下原   |                                  |
| 大分県道34号豊後高田安岐線 | 安岐町塩屋   | 終点                             |

### 沿線
起点側から
- トヨタカローラ大分国東店
- 果樹研究所
- 国東市立旭日小学校
- 旭日郵便局
- 重藤団地
- 御霊社
- 国東市消防署南分署
- 国東市民病院
- 国東市立安岐小学校
- 五十鈴神社
- 大分県信用組合安岐支店
- 安岐港郵便局